# Zuai
Zuai è una cittadina dell'Etiopia centrale, è situata sulla strada che collega Nairobi a Addis Abeba. Si trova adiacente al Lago Zuai e la sua economia si basa principalmente sulla pesca e l'orticoltura. La città ospita una prigione e una fabbrica di soda caustica.
Zuai, nel 1994, contava 20.056 ed è il più grande insediamento nella woreda di Adami Tullu e Jido Kombolcha.